# Ognisko Polskie w Londynie

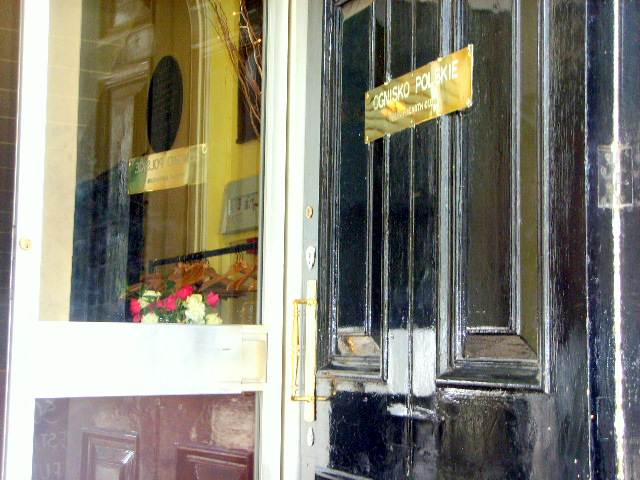

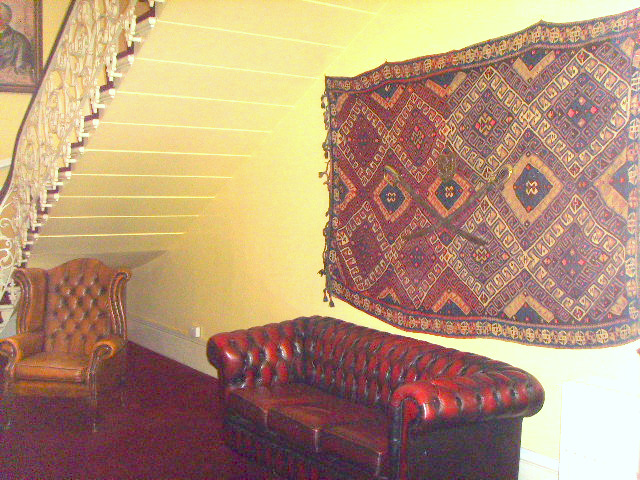
hol

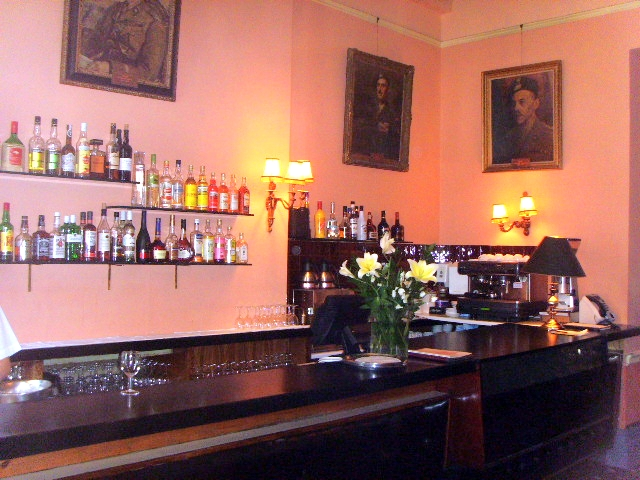
bar

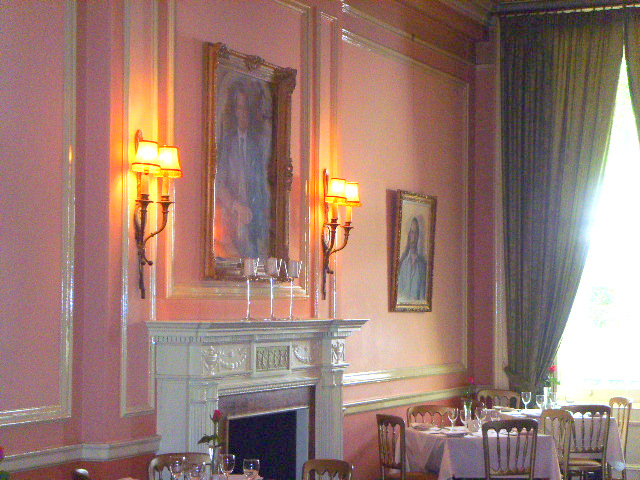
restauracja

Ognisko Polskie (ang. Polish Hearth Club) – polski klub z restauracją, salą teatralną i wystawową w Londynie.
W dniu 16 lipca 1940 otwarcia klubu dokonał książę Kentu, brat króla Jerzego V, zaś budynek poświęcił biskup polowy Wojska Polskiego Józef Gawlina. Towarzyszyli mu przedstawiciele polskiego Rządu: prezydent Władysław Raczkiewicz i premier gen. Władysław Sikorski, a ze strony brytyjskiej minister spraw zagranicznych w rządzie Chamberlaina – lord Halifax. Na uroczystość przybył także ambasador Wielkiej Brytanii w Polsce Howard Kennard oraz ambasador Rzeczypospolitej Polskiej Edward Bernard Raczyński. Był także lord Lloyd, dyrektor British Council.
Broszura upamiętniająca jubileusz 25-lecia istnienia Ogniska zawiera opis klubu:
„W czteropiętrowej, typowej dla Londynu wiktoriańskiej kamienicy z przedsionkiem i kolumnami przy 55, Princes Gate, w gmachu Towarzystwa Pomocy Polakom, mieści się „Ognisko Polskie”, instytucja o charakterze polskiego klubu towarzyskiego w Metropolii. Dom ten różni się od przyległych kamienic – sporych rozmiarów tablicą odlaną w brązie dla upamiętnienia tragedii węgierskiego powstania w roku 1956. Tablica ta umieszczona została staraniem uchodźców węgierskich na frontowej ścianie „Ogniska Polskiego” i przedstawia scenę Węgrów maszerujących na sowieckie czołgi. Płaskorzeźbę projektował F. Kovacs. Jest ona wyrazem patriotyzmu i głębokiego umiłowania wolności przez naród węgierski”.
Klub stanowił centrum życia społecznego, kulturalnego i towarzyskiego emigracji niepodległościowej. Gen. Władysław Anders posiadał tu swój własny stolik w restauracji.

## Historia
„Myśl powołania do życia instytucji, służącej Polakom za punkt oparcia, powzięta została w listopadzie 1939 roku w Ambasadzie Polskiej. A tej sprawie Ambasador R. P. zwrócił się do British Council. Następnie z ramienia Ambasady występował p. Jan Baliński Jundziłł, który do Londynu przybył przez Litwę i kraje Skandynawskie. Anglię znał jeszcze z czasów przedwojennych, a wśród społeczeństwa angielskiego miał licznych przyjaciół i znajomych, którzy go również odwiedzali w Polsce.
W początkowej fazie działania wiele zainteresowania wykazała dla polskiej placówki oraz okazała się niezmiernie pomocną – Dame Nancy Parkinson, jedna z kierowniczek British Council. Dnia 12 grudnia 1939 roku na naradzie u lorda Lloyda, Prezesa British Council, z udziałem Ambasadora R. P. Edwarda Raczyńskiego powzięto decyzję, że organizacją polskiej placówki zajmie się Rząd Polski przy pomocy British Council. Rozpoczął się szereg posiedzeń i rozmów, w których brali udział prof. Massey, a potem Mr. R. Braden, który później został dyrektorem „Ogniska Polskiego”. Rząd Polski, który wówczas miał swą siedzibę we Francji w Angers, aprobował te plany i wtedy minister Rządu, śp. S. Stroński, poddał myśl nazwy „Ogniska Polskiego”. Zorganizowanie „Ogniska” powierzono p. Balińskiemu Jundziłłowi, który od początku wchodzi do Zarządu, a od 1949 jest jego prezesem.”
„Wielu stałych bywalców upamiętniło się tak mocno, że mówiąc o „Ognisku” nie można ich nie wspomnieć. Zwykle siadali przy tych samych stolikach, często w tym samym gronie przyjaciół.
Tak powstał, na przykład, stolik generalski. Siadał przy nim generał Anders z małżonką, a także generałowie: Kopaliński, Kukiel, Rudnicki, Szyszko-Bohusz, Odzierzyński, Dembiński, Ząbkowski, Bór-Komorowski, Smoleński, Grudziński, Sosabowski, Pragłowski i płk. Sawczyński.
Był także stolik pułkownikowski, gdzie siadali m.in. pułkownicy: Bieliński, Grzembo, Gnatowski, (...). W kawiarni siadywał pułkownik Kędzior. Doskonale zorientowany zarówno w historii, jak i bieżącej sytuacji politycznej, był ośrodkiem ożywionych dyskusji, między innymi z panami Draczyńskim i Czepielewskim.
Oczywiście bywali w „Ognisku” członkowie rządu, a także politycy, jak na przykład panowie: Tadeusz Bielecki, Rowmund Piłsudski, Lidia i Adam Ciołkoszowie. Nie brakło również AK-owców, jak generał Ziemski, dr Garliński, płk. Mandziara, inż. Gąsiewicz.
Częstymi bywalcami byli Ludwik Maria Łubieński, prezydent Edward Raczyński, a także Stefan Zamoyski, działacz społeczny (...).
Nie brakowało tu ludzi literatury i sztuki. Odwiedzał „Ognisko” sławny muzyk Artur Rubinstein, a także znany malarz Feliks Topolski. Bywali tu m.in.: Stanisław Baliński, Marian Hemar, Stanisław Mackiewicz, Ferdynand Goetel, Zygmunt Nowakowski, Wacław i Karol Zbyszewscy. Stałymi bywalcami byli także Tadeusz Nowakowski, Józef Łobodowski, Bronisław Przyłuski, Tymon Terlecki, Wiesław Wohnout, płk. Antoni Bogusławski, Juliusz Sakowski, Mieczysław Grydzewski, Wacław Günther, a z młodszego pokolenia Adam Zamoyski, wybitny historyk.”
Obecnie w restauracji i barze na parterze znajdują się portrety wybitnych Polaków pędzla Barbary Kaczmarowskiej-Hamilton. Na pierwszym piętrze w holu obok dawnej sali teatralnej umieszczono tablice upamiętniające wybitnych Polaków: Feliksa Konarskiego (Ref-Rena), autora słów do „Czerwonych maków na Monte Cassino”, Leopolda Kielanowskiego, prezesa ZASP-u i dyrektora teatru, oraz Mariana Hemara.
Na frontowej fasadzie znajduje się tablica ku czci ofiar powstania na Węgrzech w 1956.

## Charakterystyka działalności
„Nie jesteśmy ekskluzywnym klubem, podwoje „Ogniska Polskiego” są możliwie najszerzej otwarte dla naszych rodaków tutaj osiadłych oraz ich gości z Kraju, czy ich gości angielskich, dla ich krewnych i przyjaciół. Jesteśmy otwarci dla tych, którzy pochodzą z krajów, podobnie jak my prześladowanych. Jesteśmy bowiem instytucją stojącą na gruncie wolności i niepodległości. I tylko dlatego „Ognisko” jest zamknięte dla pewnej kategorii osób.”.

## Uchwała ideowa
Uchwała Zarządu Ogniska Polskiego, potwierdzona przez Walne Zebranie w dniu 29 września 1964 r.
1. Ognisko Polskie jest apolityczną instytucją społeczno-towarzyską, otwartą dla każdego emigranta politycznego i dla każdego Polaka stojącego na stanowisku niepodległościowym. Ognisko również chętnie gości w swoich lokalach każdego rodaka przybyłego z Kraju w sprawach osobistych, zwłaszcza w odwiedziny do krewnych lub na studia. Ognisko jest wreszcie otwarte dla każdego zrzeszenia emigracji politycznej oraz każdego stowarzyszenia młodzieżowego, pragnącego organizować w jego lokalach swe zebrania lub imprezy.
2. Z gościny Ogniska nie mogą korzystać jedynie osoby, które piastują naczelne stanowiska we władzach komunistycznych w Polsce lub je reprezentują za granicą, a także organizacje i osoby, których działalność na obczyźnie pokrywa się z poczynaniami tych władz, zwłaszcza w dziedzinie polityczno-propagadndowej.
3. Organizacje korzystające z lokalu Ogniska dla swych zebrań i imprez nie mogą zapraszać na nie wspomnianych osób. Nie mogą one również bez uprzedniej zgody Zarządu Ogniska organizować w lokalu Ogniska wystąpień publicznych osób przybyłych z Kraju, choćby nawet te osoby były uprawnione do korzystania z gościny Ogniska.
4. Organizacje, które nie będę przestrzegać wspomnianych postanowień, nie mogą liczyć w przyszłości na prawo korzystania z lokalu Ogniska.

## Prezesi ogniska
- Frank Savery OBE CMG (1940-49)
- Jan Baliński-Jundziłł (1949-73)
- ppłk Kamil Czarnecki (1974-76)
- Eugeniusz Lubomirski de Vaux (1976-81)
- gen. dyw. Jerzy Morawicz (1981-85)
- gen. Jan Gawlikowski (1985-87)
- ppłk Kamil Czarnecki (1978-88)
- Felix Laski (1988-89)
- Jerzy Kulczycki (1989-90)
- Włodzimierz Mier-Jędrzejowicz (1990-91)
- Felix Laski (1991-92)
- Andrzej Morawicz (1992-2012)
- Barbara Kaczmarowska-Hamilton (2012-2013)
- Jerzy Kulczycki (2013)
- płk Nicholas Kelsey OBE TD (2013-)